# Franz Viehböck (Physiker)
Franz Paul Moriz Viehböck (* 29. November 1923 in Schwallenbach; † 11. Dezember 2020) war ein österreichischer Physiker und Hochschullehrer an der Technischen Universität Wien.

## Leben und Wirken
Franz Viehböck wurde am 29. November 1923 als Sohn von Franz Viehböck (* 18. August 1900 in Untermühl bei St. Martin im Mühlkreis; † unbekannt), Kapitän bei der DDSG, und dessen Ehefrau Johanna (geborene Göppner; * 17. Mai 1901 in Schwallenbach; † 25. Mai 1992 in Spitz) in der damals noch eigenständigen Gemeinde Schwallenbach in der Wachau geboren und am 16. Dezember 1923 auf den Namen Franz Paul Moriz getauft. Seine Eltern hatten am 4. Jänner 1923 in der Pfarrkirche Schwallenbach geheiratet. Seine Großeltern väterlicherseits waren der Grundbesitzer und Schiffmeister Franz Viehböck und dessen Ehefrau Theresia (geborene Neuwirth). Die Großeltern mütterlicherseits waren der Grundbesitzer Moriz Göppner und dessen Ehefrau Maria (geborene Enengl). Als Neunjähriger wurde er am 1. Juni 1933 in Wien gefirmt.
Im Zuge seiner allgemeinen Schulausbildung besuchte er von 1935 bis 1943 das Bundesgymnasium Krems, an dem er die Matura ablegte, und begann im Wintersemester 1944/45 an der Universität Wien ein Studium der Physik im Hauptfach sowie Mathematik und Chemie im Nebenfach. Sein Studium beendete er 1949 und promovierte im selben Jahr zum Dr. phil. Seine 1948 erschienene Dissertation mit dem Titel Über eine neue Ionenquelle trug maßgeblich zur Weiterentwicklung von Sekundärionen-Massenspektrometern (SIMS) bei. Gemeinsam mit seinem Doktorvater Richard Herzog baute Viehböck 1949 erstmals einen Prototyp eines solchen „SIMS“. Von 1950 bis 1958 arbeitete er in der freien Wirtschaft, unter anderem als Physiker bei einer Spezialfabrik für Hochvakuum- und Elektrotechnik und später als technischer Werksleiter im Werk Gmunden der Allgemeine Glühlampenfabriks-AG. Entgegen anders lautenden Meldungen war Viehböck nicht bei Philips beschäftigt, da das Unternehmen das Werk in Gmunden erst 1960 – zwei Jahre nach seinem dortigen Ausscheiden – übernahm. Im Unternehmen war er vor allem an der Entwicklung von Glüh- und Gasentladungslampen Elix beteiligt.
Ab dem 1. September 1958 arbeitete er bei der Österreichischen Studiengesellschaft für Atomenergie und war Gastwissenschaftler bei Jacob Kistemaker am Laboratorium für Massentrennung in Amsterdam. Viehböck trat im März 1961 in das Reaktorzentrum Seibersdorf ein und wurde dort 1965 stellvertretender Leiter sowie 1968 Leiter des Physikalischen Instituts. Am Reaktorzentrum Seibersdorf entwickelte und konstruierte er einen Massenseparator, der speziell für die Trennung radioaktiver Isotope ausgelegt war und den Beginn seiner Laufbahn als international anerkannter Wissenschaftler markierte.
1967 habilitierte sich Viehböck an der Technischen Hochschule Wien und erhielt die Venia Docendi für Angewandte Physik. Mit 1. Oktober 1970 erfolgte seine Ernennung zum ordentlichen Professor am Institut für Experimentalphysik II der Technischen Hochschule Wien, das 1975 auf Basis des Universitäts-Organisationsgesetzes in Institut für Allgemeine Physik der Technischen Universität Wien umbenannt wurde. Als Institutsleiter lehrte und forschte er dort bis zu seiner Emeritierung am 30. September 1987. Unter seiner 17-jährigen Leitung erlangte das Institut für Allgemeine Physik der TU Wien internationale Anerkennung in den Bereichen Oberflächenphysik und -analytik, Teilchen-Festkörper-Wechselwirkungen, Ionisationsprozesse, Plasmaphysik sowie alternative Energiequellen, insbesondere die Nutzung von Sonnenenergie. Neben der Grundlagenforschung führten die Entwicklung präziser Messverfahren und Sensoren zu zahlreichen Kooperationen mit der Industrie. Während der ersten Ölkrise in den 1970er Jahren widmete er sich verstärkt der Forschung zu thermischer Solarenergie, Photovoltaik und Wärmepumpen und war damit seiner Zeit um Jahrzehnte voraus. Mit umfassenden Messprogrammen für alternative Wärmeversorgungssysteme trug er dazu bei, die zuvor von Architekten dominierten, oft kontroversen Diskussionen auf eine sachliche Grundlage zu stellen. Zudem fungierte er als Organisator von Workshops und Kongressen, wie etwa dem 7th International Vacuum Congress 1977 in Wien oder dem Symposium on Sputtering SOS’86 in seiner Heimat Spitz an der Donau im Jahr 1986. Sein Nachfolger als Institutsleiter (ab 1987) und Professor (ab 1990) wurde Hannspeter Winter.
Nach seiner Emeritierung 1987 zog sich Viehböck, der 1969 die Österreichische Gesellschaft für Vakuumtechnik gründet hatte und deren jahrelanger Präsident war, ins Privatleben zurück. In seinem Ruhestand zog es ihn vor allem in die Wintermonate nach Südafrika, wo er ein Haus erworben hatte, um dem heimischen Klima zu entfliehen. In späteren Jahren kehrte er wieder nach Österreich zurück und ließ sich am Rande des Dunkelsteiner Waldes nieder.
Die TU Wien vergibt seit 2019 den nach ihm benannten Franz Viehböck Young Investigator Prize. Der Preis war anfangs mit 1.000 Euro dotiert und wurde bald darauf auf 1.500 Euro erhöht; zusätzlich zum Hauptpreis wird seit 2020 auch ein Anerkennungspreis verliehen.
Am 11. Dezember 2020 starb Viehböck wenige Tage nach seinem 97. Geburtstag.

## Familie
Am 3. November 1952 heiratete Viehböck in erster Ehe standesamtlich in Wien-Penzing eine Maria Blank. Aus dieser Ehe gingen drei Söhne hervor, darunter Franz Viehböck (* 1960), der später als Manager, Elektrotechniker und erster österreichischer Astronaut bekannt wurde. Am 23. Jänner 1986 heiratete der damals 62-Jährige in zweiter Ehe kirchlich in Wien-St. Augustin eine Gerda Busch.

## Preise und Auszeichnungen (Auswahl)
- 1964: Fritz-Kohlrausch-Preis der Österreichischen Physikalischen Gesellschaft
- 1969: Silbernes Ehrenzeichen für Verdienste um die Republik Österreich
- 1977: Österreichischer Staatspreis für Energieforschung
- 1978: Kulturpreis des Landes Niederösterreich

## Publikationen (Auswahl)
- Über eine neue Ionenquelle. Universitätsverlag, Wien 1948 (Dissertation).